# Рокафорт (Валенсія)
Рокафорт (валенс. Rocafort, ісп. Rocafort) — муніципалітет в Іспанії, у складі автономної спільноти Валенсія, у провінції Валенсія. Населення — 6748 осіб (2010).

## Географія
Муніципалітет розташований на відстані близько 300 км на схід від Мадрида, 7 км на північ від Валенсії.

## Демографія
Динаміка населення (INE ):

## Галерея зображень

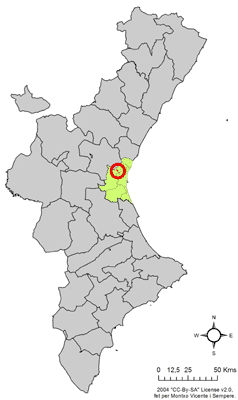
Розташування муніципалітету Рокафорт у автономній спільноті Валенсія
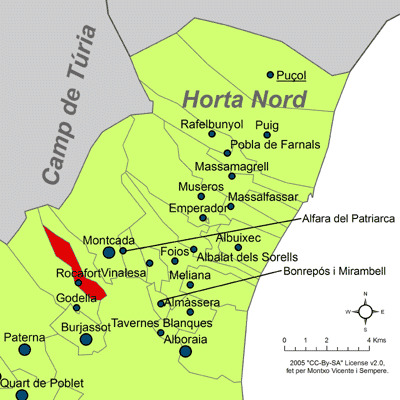
Розташування муніципалітету Рокафорт у комарці Уерта-Норте
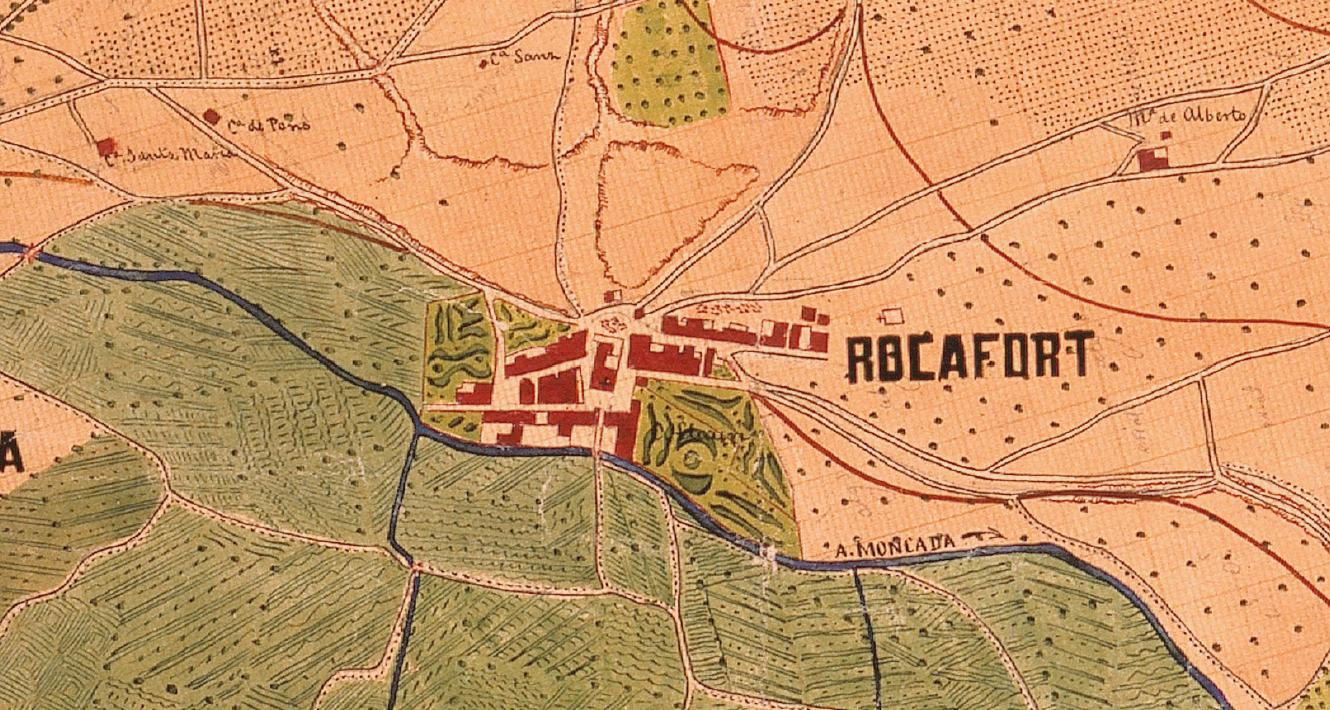
Рокафорт у 1883 році
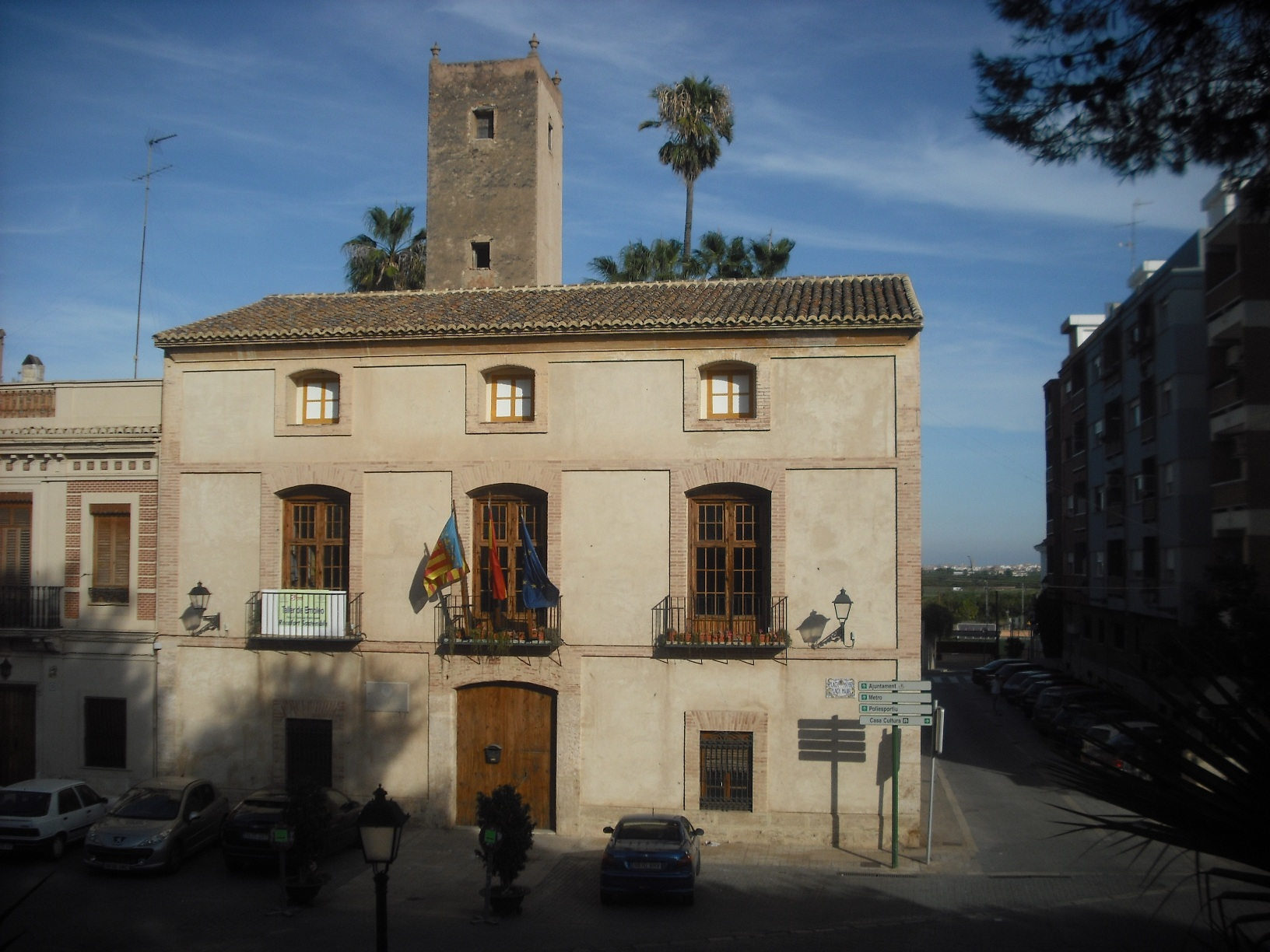
Муніципальна рада
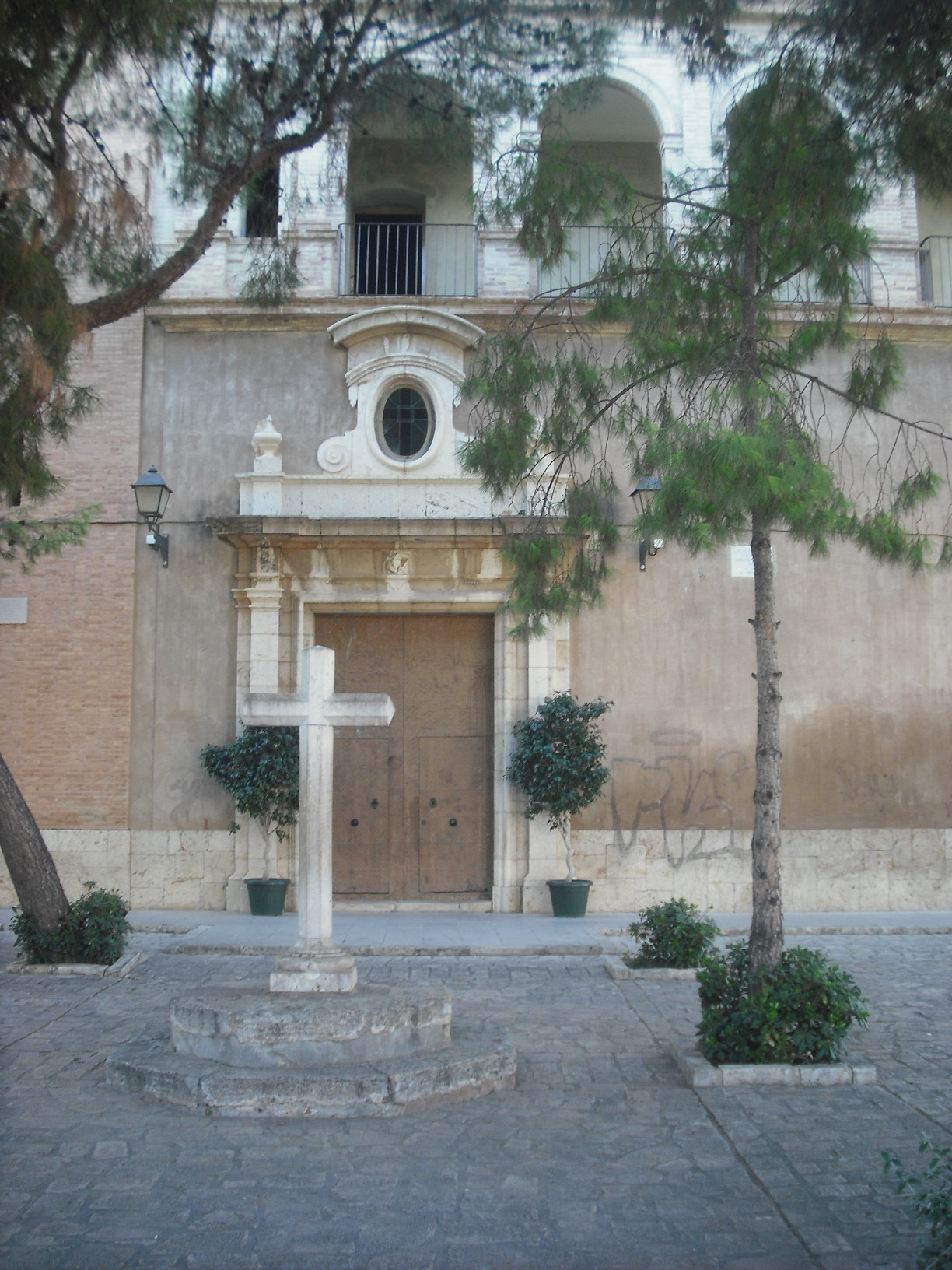
Церква Сан-Себастьян